# Whatever We Want (canção)
"Whatever We Want" é uma canção da DJ e artista australiana Havana Brown.
Foi lançada digitalmente em 27 de março de 2014. Na Austrália, a faixa estreou e alcançou o número trinta e cinco no ARIA Singles Chart e treze no ARIA Dance Singles Chart.

## Antecedentes e recepção
"Whatever We Want" foi escrita por Brown junto com Richard Vission, Luciana Caporaso, Nick Clow, Ricky Luna e Myah Langston. Vission também produziu a gravação e Trevor Muzzy foi responsável pela mixagem da música. Gravada em Los Angeles durante sua turnê nos Estados Unidos, "Whatever We Want" apresenta amostra da música de 2001 do Basement Jaxx "Where's Your Head At", que também contém amostra da faixa "ME" de Gary Numan. "Whatever We Want" foi lançada digitalmente via iTunes Stores em 27 de março de 2014, como um single independente.
Na semana de 3 de abril de 2014, "Whatever We Want" foi a faixa número um mais adicionada na rádio australiana. O single estreou e atingiu o pico na parada de singles oficiais da Austrália no número trinta e cinco em 7 de abril de 2014, tornando-se sua oitava música a entrar no top 100 e na sexta aparição no top 40. A gravação também estreou no Australian ARIA Dance Chart em seu pico, número treze.

## Faixas e formatos
Download digital
1. "Whatever We Want" – 3:27

## Desempenho nas tabelas musicas

### Tabelas semanais
| País — Tabela musical (2014)       | Melhor posição |
| ---------------------------------- | -------------- |
| Austrália (ARIA)                   | 35             |
| Austrália (Australia Dance – ARIA) | 13             |

## Histórico de lançamento
| Região    | Data                | Formato          | Versão   | Gravadora                                          | Ref.  |
| --------- | ------------------- | ---------------- | -------- | -------------------------------------------------- | ----- |
| Austrália | 27 de março de 2014 | Download digital | Original | Island Records Australia Universal Music Australia | [ 3 ] |